# Twenty Bucks
Twenty Bucks är en amerikansk episodfilm från 1993 i regi av Keva Rosenfeld. Filmen följer en tjugodollarsedel som passerar ett antal olika människors händer, i vitt skilda miljöer, i olika episoder. I huvudrollerna ses en tjugodollarsedel, serie 1988A med serienummer L33425849D, Linda Hunt, Brendan Fraser, Gladys Knight, Elisabeth Shue, Steve Buscemi, Christopher Lloyd, William H. Macy, David Schwimmer, Shohreh Aghdashloo och Spalding Gray.

## Rollista i urval
- Linda Hunt - Angeline
- Brendan Fraser - Sam Mastrewski
- Sam Jenkins - Anna Holiday
- Melora Walters - strippa
- Gladys Knight - Mrs. McCormac
- Steve Buscemi - Frank
- Christopher Lloyd - Jimmy
- Elisabeth Shue - Emily Adams
- David Schwimmer - Neil Campbell
- William H. Macy - biträdet i prylaffären
- Edward Blatchford - ex-hippien
- Ned Bellamy - 	provokatören i bowlinghallen
- Matt Frewer - Chuck
- Spalding Gray - präst
- Alan North - Bruce Adams
- Diane Baker - Ruth Adams
- Kevin Kilner - Gary Adams
- Concetta Tomei - Sams mamma
- Jeremy Piven - nervöst butiksbiträde
- Shohreh Aghdashloo - Ghada Holiday